# Methanolacinia
En taxonomía, Methanolacinia es un género de Methanomicrobiaceae.
Las células son en forma de barra irregular 0.6 μm en diámetro y 1.5–2.5 μm en longitud.  No forma endosporas.  Por lo más no son móviles, pero a veces tienen un solo flagelo.  Son estrictamente anaerobias. Producen metano por reducir dióxido de carbono con hidrógeno, y no pueden usar formiato, acetato ni compuestas de metilo como sustratos.

## Otras lecturas

### Revistas científicas
- Balch WE; Fox GE; Magrum LJ; Woses CR et al. (1979). «Methanogens: reevaluation of a unique biological group». Microbiol. Rev. 43 (2): 260-296. PMC 281474. PMID 390357.
- Goker, Markus; Lu, Megan; Fiebig, Anne; Nolan, Matt; Lapidus, Alla; Tice, Hope; Glavina Del Rio, Tijana; Cheng, Jan-Fang; Tapia, Roxanne; Goodwin, Lynne A; Pitluck, Sam; Liolios, Konstantinos; Mavromatis, Konstantinos; Pagani, Ioanna; Ivanova, Natalia; Mikhailova, Natalia; Pati, Amrita; Chen, Amy; Palaniappan, Krishna; Land, Miriam; Mayilraj, Shanmugan; Rohde, Manfred; Detter, John C; Bunk, Boyke; Spring, Stefan; Wirth, Reinhard; Wokye, Tanja; Bristow, James; Eisen, Johanthan A; Markowitz, Victor; Hugenholtz, Philip; Kyrpides, Nikos C; Klenk, Hans-Peter (2014). «Genome sequence of the mud-dwelling archaeon Methanoplanus limicola type strain (DSM 2279(T)), reclassification of Methanoplanus petrolearius as Methanolacinia petrolearia and emended descriptions of the genera Methanoplanus and Methanolacinia». Standards in Genomic Sciences 9 (3). doi:10.4056/sigs.5138968.
- Zellner G; Messner P; Kneifel H; Tindall BJ et al. (1989). «Methanolacinia gen. nov., incorporating Methanomicrobium paynteri as Methanolacinia paynteri comb. nov». J. Gen. Appl. Microbiol. 35 (3): 185-202. doi:10.2323/jgam.35.185.

### Bases de datos científicos
- PubMed
- PubMed Central
- Google Scholar